# Duda (football, 1980)
Pour les articles homonymes, voir Duda et Valente.
Sergio Paulo Barbosa Valente, dit Duda, est un footballeur international portugais né le 27 juin 1980 à Porto.

## Biographie

### En club
Ce joueur, qui évolue au poste d'ailier ou de latéral gauche, est formé au Vitoria Guimarães.
À l'issue de sa formation, il s'expatrie en Espagne et rejoint l'équipe de Cadix, club de Segunda División B (troisième division).
En 2001, il quitte le club de Cadix et rejoint l'équipe de Málaga. Avec ce club, il fait ses grands débuts en première division.
À l'issue de la saison, il est prêté à Levante, en Segunda División (deuxième division), afin d'acquérir du temps de jeu.
Le prêt est concluant, et Duda retourne alors à Málaga où il s'impose durablement au sein de l'équipe première.
En 2006, Duda est transféré au FC Séville. Avec cette équipe, il remporte la Coupe de l'UEFA en 2007, sans toutefois figurer sur la feuille de match de la finale.
Peinant à s'imposer au sein du club sévillan, forte concurrence oblige, il retourne à Málaga en 2008. Tout d'abord en prêt, puis en transfert définitif.

### En équipe nationale
Duda reçoit sa première sélection en équipe du Portugal lors de l'année 2007. Il inscrit son premier but avec le Portugal le 20 août 2008, lors d'un match amical face aux Îles Féroé (score : 5-0 en faveur du Portugal).
Duda est retenu par le sélectionneur Carlos Queiroz afin de participer à la Coupe du monde 2010 qui se déroule en Afrique du Sud. Il joue deux rencontres lors de ce tournoi : le match de poule face à la Corée du Nord (entrée à la 74e minute de jeu), et le match de poule face au Brésil, où il commence la rencontre en tant que titulaire.

## Carrière
| Saison    | Club              | Pays     | Matches | Buts | Sélections           |
| --------- | ----------------- | -------- | ------- | ---- | -------------------- |
| 1998-1999 | Vitoria Guimarães | Portugal |         |      |                      |
| 1999-2000 | Cádiz CF          | Espagne  | 8       | 0    |                      |
| 2000-2001 | Cádiz CF          | Espagne  | 28      | 13   |                      |
| 2001-2002 | Málaga CF         | Espagne  | 9       | 1    |                      |
| 2002-2003 | Levante UD (prêt) | Espagne  | 19      | 2    |                      |
| 2003-2004 | Málaga CF         | Espagne  | 35      | 3    |                      |
| 2004-2005 | Málaga CF         | Espagne  | 36      | 3    |                      |
| 2005-2006 | Málaga CF         | Espagne  | 13      | 4    |                      |
| 2006-2007 | FC Séville        | Espagne  | 11      | 0    | 2 sélections, 0 but  |
| 2007-2008 | FC Séville        | Espagne  | 17      | 0    |                      |
| 2008-2009 | Málaga CF         | Espagne  | 35      | 5    | 5 sélections, 1 but  |
| 2009-2010 | Málaga CF         | Espagne  | 34      | 8    | 11 sélections, 0 but |
| 2010-2011 | Málaga CF         | Espagne  | 20      | 3    |                      |
| 2011-2012 | Málaga CF         | Espagne  | 25      | 1    |                      |

## Palmarès

### En sélection
- Vainqueur du Championnat d'Europe des moins de 19 ans en 1999

### En club
- Vainqueur de la Coupe Intertoto en 2002 avec Málaga
- Vainqueur de la Supercoupe de l'UEFA en 2006 avec le FC Séville
- Vainqueur de la Coupe de l'UEFA en 2007 avec le FC Séville
- Vainqueur de la Coupe d'Espagne en 2007 avec le FC Séville
- Vainqueur de la Supercoupe d'Espagne en 2007 avec le FC Séville